# Gran Premi d'Itàlia del 1976
Resultats del Gran Premi d'Itàlia de Fórmula 1 de la temporada 1976 disputat al circuit de Monza el 12 de setembre del 1976.

## Resultats
| Pos | No | Pilot                    | Equip                  | Voltes | Temps/ Retirada          | Pos. de sortida | Punts |
| --- | -- | ------------------------ | ---------------------- | ------ | ------------------------ | --------------- | ----- |
| 1   | 10 | Ronnie Peterson          | March - Ford           | 52     | 1h 30' 35. 6             | 8               | 9     |
| 2   | 2  | Clay Regazzoni           | Ferrari                | 52     | + 2.3 s                  | 9               | 6     |
| 3   | 26 | Jacques Laffite          | Ligier - Matra         | 52     | + 3.0 s                  | 1               | 4     |
| 4   | 1  | Niki Lauda               | Ferrari                | 52     | + 19.4 s                 | 5               | 3     |
| 5   | 3  | Jody Scheckter           | Tyrrell - Ford         | 52     | + 19.5 s                 | 2               | 2     |
| 6   | 4  | Patrick Depailler        | Tyrrell - Ford         | 52     | + 35.7 s                 | 4               | 1     |
| 7   | 9  | Vittorio Brambilla       | March - Ford           | 52     | + 43.9 s                 | 16              |       |
| 8   | 16 | Tom Pryce                | Shadow - Ford          | 52     | + 52.9 s                 | 15              |       |
| 9   | 35 | Carlos Reutemann         | Ferrari                | 52     | + 57.5 s                 | 7               |       |
| 10  | 22 | Jacky Ickx               | Ensign - Ford          | 52     | + 1' 12. 4 min.          | 10              |       |
| 11  | 28 | John Watson              | Penske - Ford          | 52     | + 1' 42. 2 min.          | 29              |       |
| 12  | 19 | Alan Jones               | Surtees - Ford         | 51     | + 1 Volta                | 18              |       |
| 13  | 6  | Gunnar Nilsson           | Lotus - Ford           | 51     | + 1 Volta                | 12              |       |
| 14  | 18 | Brett Lunger             | Surtees - Ford         | 50     | + 2 Voltes               | 24              |       |
| 15  | 30 | Emerson Fittipaldi       | Fittipaldi - Ford      | 50     | + 2 Voltes               | 20              |       |
| 16  | 24 | Harald Ertl              | Hesketh - Ford         | 49     | Palier                   | 19              |       |
| 17  | 38 | Henri Pescarolo          | Surtees - Ford         | 49     | + 3 Voltes               | 22              |       |
| 18  | 37 | Alessandro Pesenti Rossi | Tyrrell - Ford         | 49     | + 3 Voltes               | 21              |       |
| 19  | 17 | Jean-Pierre Jarier       | Shadow - Ford          | 47     | + 5 Voltes               | 17              |       |
| Ret | 7  | Rolf Stommelen           | Brabham - Alfa Romeo   | 41     | Prob. amb el combustible | 11              |       |
| Ret | 34 | Hans Joachim Stuck       | March - Ford           | 23     | Accident                 | 6               |       |
| Ret | 5  | Mario Andretti           | Lotus - Ford           | 23     | Accident                 | 14              |       |
| Ret | 11 | James Hunt               | McLaren - Ford         | 11     | Virolla                  | 27              |       |
| Ret | 40 | Larry Perkins            | Boro - Ford            | 8      | Motor                    | 13              |       |
| Ret | 8  | Carlos Pace              | Brabham - Alfa Romeo   | 4      | Motor                    | 3               |       |
| Ret | 12 | Jochen Mass              | McLaren - Ford         | 2      | Encesa                   | 28              |       |
| NVS | 25 | Guy Edwards              | Hesketh - Ford         | 0      | No va sortir             | 23              |       |
| NVS | 20 | Arturo Merzario          | Wolf - Williams - Ford |        | No va sortir             |                 |       |
| NVS | 39 | Otto Stuppacher          | Tyrrell - Ford         | 0      | No va sortir             |                 |       |

## Altres
- Pole: Jacques Laffite 1' 41. 35

- Volta ràpida: Ronnie Peterson 1' 41. 3 (a la volta 50)